# انریکه گاتو
انریکه گاتو (انگلیسی: Enrique Gato؛ ۲۶ آوریل ۱۹۷۷ – ) یک کارگردان اهل اسپانیا است.